# Cosimo Calamini
Cosimo Calamini (Firenze, 26 ottobre 1975) è uno sceneggiatore, scrittore e documentarista italiano.

## Biografia
Dopo aver frequentato il liceo Galileo a Firenze, si è laureato in Lettere e Filosofia presso l'Università degli Studi di Firenze, con una tesi dal titolo "Tragedia e memoria nel cinema di Abel Ferrara". Durante il periodo universitario conosce il regista Federico Bondi e il documentarista Clemente Bicocchi, con cui collabora nella realizzazione di alcuni cortometraggi e brevi documentari.  
Nel 2000 frequenta il corso di scrittura seriale Media Script. Tra il 2001 e il 2004 frequenta il centro sperimentale di cinematografia a Roma, dove studia sceneggiatura con Francesco Bruni e Umberto Contarello. Frequenta anche i corsi di documentario con Gianfranco Pannone. Dal 2014 insegna sceneggiatura presso l'Accademia del Cinema Renoir di Roma e tiene, in giro per l'Italia, master class di scrittura cinematografica e documentaristica. 
Nel 2003 arriva finalista al Premio Solinas con il soggetto Mandovò. L'anno successivo scrive il soggetto di Mar Nero insieme a Federico Bondi; il film, realizzato nel 2007, riceve numerosi premi tra cui una candidatura ai David di Donatello per Ilaria Occhini come miglior interprete femminile. Si avvicina anche al genere del documentario narrativo: scrive Non tacere di Fabio Grimaldi, che arriva nella cinquina dei David di Donatello per il miglior documentario, e collabora con registi come Gianfranco Pannone, Andrea Segre e Agostino Ferrente. Scrive anche documentari sportivi per il programma Sfide e documentari storici come Storia proibita per History Channel e Grande Guerra (con Carlo Lucarelli) per Rai Storia.
Trae spunto da una vicenda reale, nel 2008, per scrivere il suo romanzo d'esordio, Poco più di niente: il libro, pubblicato da Garzanti, vince il premio Feudo di Maida, è finalista ai premi Ischia e Fiesole e ispirerà il film Tutto quello che vuoi, diretto da  Francesco Bruni e con protagonisti Andrea Carpenzano e Giuliano Montaldo, premiato con David di Donatello per la sua interpretazione.
Nel 2011 arriva finalista al Premio Chianti con il suo secondo romanzo: Le querce non fanno limoni. Dal 2012 intensifica la sua produzione come sceneggiatore: scrive il film I calcianti, collabora alla serie I delitti del BarLume e scrive la sceneggiatura de L'Universale per la regia di Federico Micali, presentato al Bari Film Festival. Nello stesso periodo stringe un proficuo sodalizio con il regista Ciro D'Emilio, con cui scrive Un giorno all'improvviso: il film viene selezionato in concorso nella sezione Orizzonti della 75ª Mostra internazionale d'arte cinematografica di Venezia, portando a casa tre premi; numerosi anche i premi internazionali tra cui miglior film alla Quinzaine du Cinéma Italien de Chambéry e al Festival Cinema Mediterranéen di Montpellier.
Con Ciro D'Emilio scriverà anche Per niente al mondo. Nel 2021 scrive con Lorenzo Borghini soggetto e sceneggiatura di Doppio passo che gli farà ottenere, nel 2024, la candidatura al Nastro d'argento al migliore soggetto. Nel 2022 firma con Donatella Diamanti e Cinzia TH Torrini la sceneggiatura di Sei nell'anima, il biopic su Gianna Nannini, distribuito da Netflix nel 2024. Nel 2023 pubblica con Paesi Edizioni il suo quarto romanzo, Gli inadeguati, sul caso Magherini.
Nel 2024 esce, con Morellini Editore, il suo quinto romanzo: Ferro e ruggine. 

## Filmografia
- Tra due terre, regia di Michele Carrillo (2005)
- Non tacere, regia di Fabio Grimaldi (2007)
- La mal'ombra, regia di Andrea Segre (2007)
- L'isola analogica, regia di Francesco Raganato (2007)
- Obbiettivo Mussolini, regia di Graziano Conversano  (2008)
- Mar Nero, di Federico Bondi (2008)
- Scorie in libertà, regia di Gianfranco Pannone (2012)
- I calcianti, regia di Stefano Lorenzi (2014)
- I delitti del BarLume, regia di Eugenio Cappuccio (2014)
- L'Universale, regia di Federico Micali (2015)
- L'età imperfetta, regia di Ulisse Lendaro (2017)
- Looking for Negroni, regia di Federico Micali (2020)
- Ci sarà una volta, regia di Paolo Geremei (2021)
- Un giorno all'improvviso, regia di Ciro D'Emilio (2022)
- Per niente al mondo, regia di Ciro D'Emilio (2022)
- Doppio passo, regia di Lorenzo Borghini (2022)
- Sei nell'anima, regia di Cinzia TH Torrini (2024)

## Opere
Romanzi
- Poco più di niente, Garzanti (2008)
- Le querce non fanno limoni, Garzanti (2010)
- Il mare lontano da noi, Garzanti (2014)
- Gli inadeguati, Paesi edizioni (2023)
- Ferro e ruggine, Morellini editore, (2024)

Antologie
- Maledetti toscani di A.A.V.V., Piano B (2013)
- Accenti di A.A. V.V... Editpress (2013)

Racconti
- Ghost Writer, Feltrinelli (2013)
- lo e Jerry, Feltrinelli (2014)
- Il bambino con gli occhiali e la bottiglia di Cynar, Derive e Approdi